# Métro d'Omsk
Le métro d’Omsk (en russe : Омский метрополитен) fut un projet à Omsk, en Russie. Ce métro aurait été le deuxième réseau métropolitain en Sibérie, après le métro de Novossibirsk qui a été ouvert dans le milieu des années 1980.
Le métro d'Omsk est, avec celui de Krasnoïarsk (en) et celui de Tcheliabinsk, l'un des trois métros en Russie dont la construction fut commencée, mais s'arrêta dans les années 2010 faute de moyens financiers.

## Historique d'un projet annulé
La construction a commencé en 1992 entre les stations Tupolevskaya (en russe : Туполевская) et Rabochaya (en russe : Рабочая). Les premiers plans ont nécessité l’ouverture du tronçon entre les stations Marshala Zhukova et Rabochaya sur la rive droite du fleuve Irtych pour se connecter au centre-ville dans le district de fabrication, et plus tard pour raccorder la ligne sur la rive opposée de l’Irtych. Cette ligne a une longueur de 6,1 km. La vitesse moyenne devrait être de 36 km/h. La fréquentation annuelle était estimée à 69 millions de passagers.
En raison de la mauvaise situation financière, en 2003, seule la partie entre Tupolevskaya et Rabochaya a été achevée (sans gares intermédiaires). À cette époque, les plans ont changé et les autorités ont décidé de relier les deux rives de la Irtych par un pont.
En février 2014, le gouvernement du canton d'Omsk, considérant que le coût du projet devenait trop cher, décida de faire relier la partie souterraine du métro construite avec le réseau de tramway au sol. En juillet 2014, la société Sibmost a signé un contrat de 84,6 millions de roubles pour réaliser une étude de conception en vue de transformer le projet de métro en un métro léger (tramway) de 7,5 km. En mai 2018, le gouvernement du canton d'Omsk confirme l'arrêt de la construction.

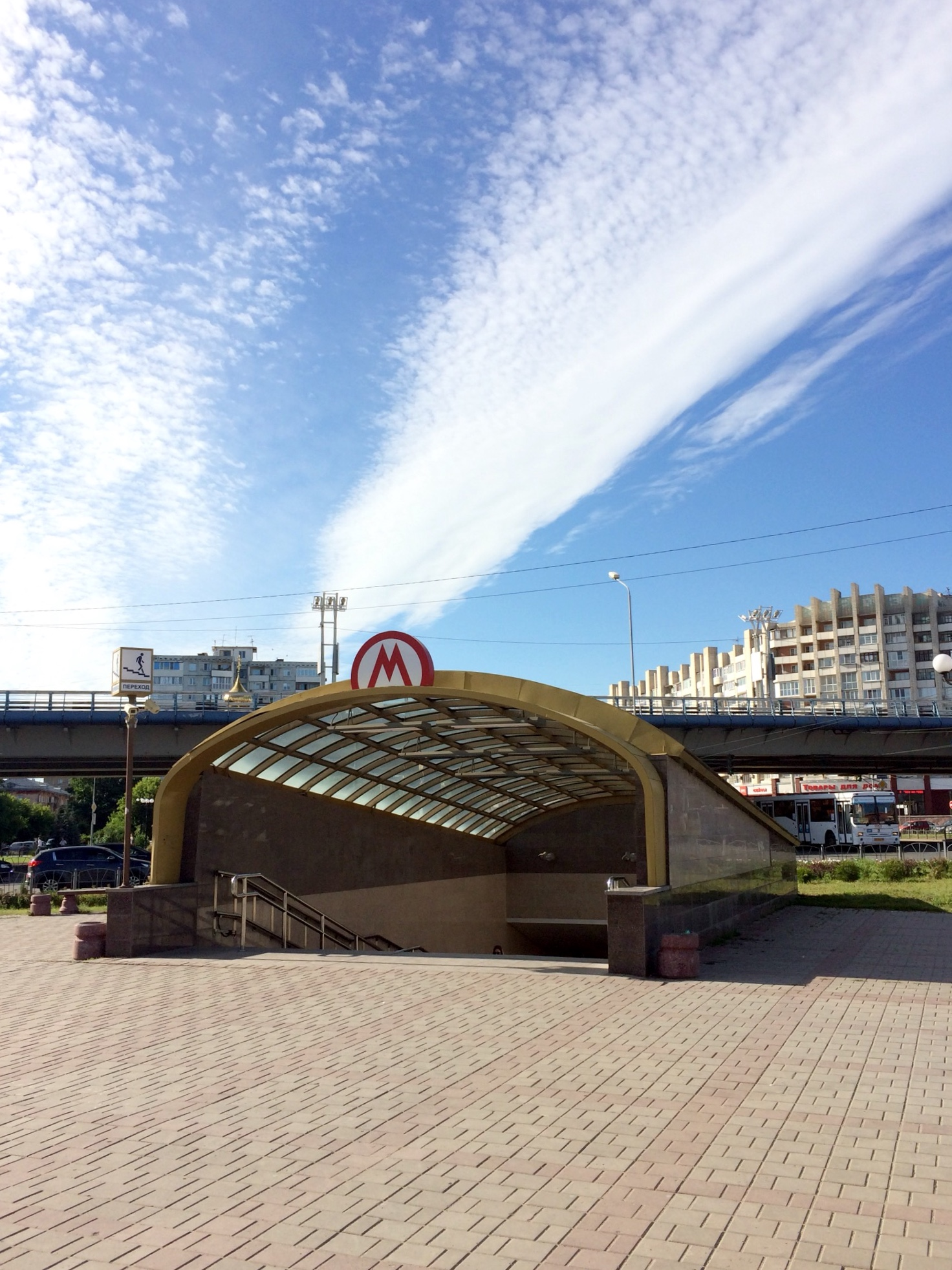
Entrée de la station Bibliothèque Pouchkine qui sert désormais de passage souterrain pour les piétons

Même si les travaux sont arrêtés, les dépenses continuent car il faut maintenir les tunnels en l'état. En 2017, la ville d'Omsk a ainsi reçu 800 millions de roubles du budget régional. La municipalité envisage d'utiliser les tunnels pour une ligne de tramway rapide. En attendant seuls des piétons l'utilisent.

## Liste des stations
En mai 2018, date d'interruption des travaux de construction, la ligne doit comporter les ouvrages suivants :
- Zapadnaya
- Solnechnaya
- Molodyozhnaya
- Prospekt Rokossovskogo
  - Dépôt 1 « Électrodepo »
- Sobornaya*
- Kristall*
- Zarechnaya*
  - Pont sur l'Irtych
- Biblioteka Imeni Pushkina
- Torgovy Tsentr
  - Pont sur l'Om
- Marshala Zhukova
- Lermontovskaya
- Parkovaya
- Tupolevskaya*
- Rabochaya*
  - Dépôt 2 « Sud »
- Moskovskaya
- Sibirsky Prospekt

(*) Partiellement construit